# Neuroendocrinologie
Cet article possède un paronyme, voir Neuroendocrinology.
La neuroendocrinologie est l’étude des hormones produites par le système nerveux. La neuroendocrinologie se situe à l’intersection de deux grandes disciplines, la neurobiologie et l’endocrinologie.

## Description
Elle étudie toutes les formes d'interactions entre le système nerveux et le système endocrinien : le contrôle que le premier exerce sur le second, les actions que peuvent avoir les hormones sur le système nerveux afin d’adapter l'organisme aux fluctuations du milieu intérieur et de l’environnement, et aussi la capacité qu'a le système nerveux à produire des hormones peptidiques ou hormones stéroïdes.
Elle propose des modèles particulièrement adaptés à l’étude des réseaux neuronaux et des interactions entre cellules neuronales, gliales et endothéliales. Elle aborde non seulement l’étude des aspects cellulaires et moléculaires, en utilisant les approches les plus modernes, mais elle a su conserver les aspects intégrés de la physiologie. Restée longtemps l’étude des relations entre l’hypothalamus situé à la base du cerveau et l’hypophyse, glande endocrine fabriquant les hormones impliquées dans les fonctions de reproduction (l'hormone lutéinisante - LH, l'hormone folliculo-stimulante - FSH et la prolactine), dans le comportement alimentaire et la prise de boisson (ocytocine et vasopressine), dans la croissance (GH), le métabolisme et l’utilisation de l’énergie (ACTH, TSH), la neuroendocrinologie a ouvert son champ de recherche en se rapprochant également de l’immunologie, en particulier via les messagers chimiques du système immunitaire que sont les cytokines et les chimiokines.
Parmi les thèmes couverts par la neuroendocrinologie on peut citer :
- Le contrôle central de la balance énergétique (obésité via les systèmes à leptine, ghréline...)
- La neuroendocrinologie de la reproduction, de la croissance et du vieillissement
- La neuroendocrinologie de l’inflammation (corticoides anti-inflammatoires, cytokines...)
- La neuroendocrinologie clinique et les pathologies hypophysaires
- Les rythmes hormonaux
- Neuroendocrinologie et stress
- Les tumeurs neuroendocrines
- La neuroendocrinologie comparée

### Principaux systèmes neuroendocriniens
- axe hypothalamo-hypophyso-surrénalien (en)
- axe hypothalamo-hypophyso thyroïdien (en)
- axe hypothalamo-hypophyso-gonadotrope
- hypothalamo-hypophysaire (en)

## Retombées sociétales, industrielles et pour l’enseignement
Dans ces thèmes, il y a à la fois des avancées en recherche fondamentale, mais également des retombées cliniques importantes dans des domaines de santé publique majeurs qui ont un fort coût pour la société (obésité, problèmes de fertilité et de reproduction, phénomènes inflammatoires et cancéreux, le stress et les troubles comportementaux qui y sont liés (post traumatiques, anxiété, dépression) ainsi que ses conséquences sur l’activité professionnelle.
Ainsi la neuroendocrinologie est à l’interface entre des champs de recherche transdisciplinaires et de nombreux groupes industriels pharmaceutiques s’y intéressent particulièrement. La complexité des effets multiples des médicaments nouveaux fait aussi que le besoin de mieux comprendre les interactions neuroendocrines devient nécessaire. La Neuroendocrinologie est enseignée dans les différents cycles de l’enseignement supérieur en sciences biologiques et en médecine.

## Histoire de la neuroendocrinologie
Bien qu’il soit toujours difficile de donner une date précise du début d’une discipline scientifique, on peut dire que les travaux et les concepts émis par Claude Bernard (1813-1878) en France, sont à l’origine de la neuroendocrinologie. La « fixité du milieu intérieur », terme que reprendra plus tard Walter Cannon (1871-1945) sous le nom d’homéostasie, et l’observation qu’une piqûre dans le ventricule cérébral peut augmenter la glycémie, ont ouvert le champ de la neuroendocrinologie.
Ernst et Berta Scharrer à Munich ont fait les premières observations sur la neurosécrétion et l’existence de neuropeptides en 1945. Geoffrey Harris en Angleterre et Jacques Benoit en France ont étudié les relations hormonales entre l’hypothalamus et l’hypophyse. La neuroendocrinologie a été récompensée en 1977 par l’obtention du Prix Nobel à Roger Guillemin, Andrew W. Schally et Rosalyn Yalow pour la découverte des peptides hypothalamiques (TRH, GnRH, somatostatine) et le dosage des hormones. Depuis, bien d’autres messagers chimiques intervenant dans les relations neuroendocrines ont été caractérisés.